# Gustav Schröder
Gustav Schröder (Haderslev, 27 settembre 1885 – Amburgo, 10 gennaio 1959) è stato un comandante marittimo tedesco, nel 1939 tentò di salvare 937 ebrei tedeschi, passeggeri della sua nave, la MS St. Louis, dai nazisti.

## Biografia
Schröder iniziò la sua carriera marittima nel 1902 all'età di 16 anni, a bordo della nave scuola Großherzogin Elisabeth (nel dopoguerra Duchesse Anne). Dopo aver completato la sua formazione, prestò servizio prima su navi a vela, e poi fu marinaio sulla SS Deutschland della Hamburg America Line, all'epoca una delle navi più veloci del mondo e detentrice del nastro azzurro. Schröder ha raggiunto la posizione di Capitano dopo 24 anni di servizio. Nel 1913 fu inviato a Calcutta, in India, dove fu internato perché considerato nemico durante la prima guerra mondiale. Quando Schröder tornò in Germania nel 1919, si trovò senza lavoro, a causa della smilitarizzazione forzata e del limite posto al numero di navi da guerra della Marina tedesca dal Trattato di Versailles. Nel 1921 fu assunto dalla compagnia di navigazione HAPAG, e nel 1935 fu promosso primo ufficiale sul transatlantico Albert Ballin. Nell'agosto 1936 divenne capitano della MS Ozeana.

### Il viaggio dei dannati

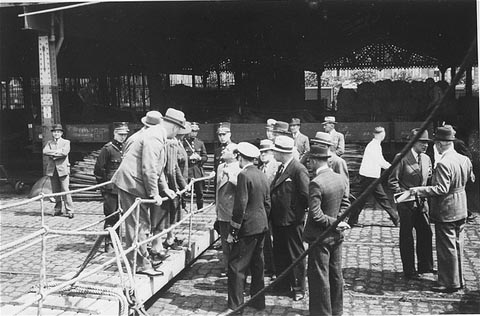
Il capitano Schröder della St. Louis negozia i permessi di sbarco per i passeggeri con i funzionari belgi nel porto di Anversa.

Schröder fu poi nominato capitano della MS St. Louis e nel 1939 salpò dalla Germania verso Cuba trasportando 937 rifugiati ebrei in cerca di asilo. Ha insistito che i suoi passeggeri fossero trattati con rispetto e ha permesso loro di svolgere le funzioni religiose a bordo, pur sapendo che questo permesso sarebbe stato visto sfavorevolmente dall'allora partito nazista al potere. Ai profughi fu rifiutato l'ingresso a Cuba, né gli Stati Uniti né il Canada li lasciarono sbarcare, costringendo Schröder a tornare con loro in Europa. Alla fine i passeggeri sono stati sbarcati in Belgio ed in seguito accettati da Belgio, Francia, Paesi Bassi e Regno Unito.

### Anni successivi
Ancora al comando della St. Louis, Schröder si preparò per un altro viaggio transatlantico, ma ai suoi passeggeri non fu permesso di salire a bordo. Durante il viaggio, sia Gran Bretagna che Francia avevano dichiarato guerra alla Germania nazista. Di ritorno dalle Bermuda, Schröder eluse un blocco della Royal Navy e attraccò nell'allora neutrale Murmansk. Con un equipaggio ridotto all'osso, riuscì a sfuggire alle pattuglie alleate e raggiunse Amburgo nel 1940. Gli fu assegnato un lavoro d'ufficio e non prese mai più il mare. 
Dopo la guerra, ha lavorato come scrittore e ha cercato di vendere la sua storia. È stato rilasciato dai procedimenti di denazificazione sulla base delle testimonianze di alcuni dei suoi passeggeri rifugiati ebrei sopravvissuti.
Schröder era sposato e viveva con la sua famiglia ad Amburgo. Morì nel 1959 all'età di 73 anni. 

## Onorificenze
Schröder ricevette molti elogi per le sue azioni durante l'Olocausto, sia mentre era vivo che postumo. Nel 1957 è stato insignito dell'Ordine al Merito dalla Repubblica Federale Tedesca "per i servizi alle persone e alla terra nel salvataggio dei rifugiati". Nel marzo 1993, Yad Vashem ha onorato Schröder con il titolo di Giusto tra le nazioni dallo Stato di Israele. Nel 2000, la città tedesca di Amburgo ha intitolato una strada a Schröder e ha scoperto una targa dettagliata sul pontile di attracco.

## Nella cultura popolare
- Gli eventi del viaggio sono raccontati nel libro del 1974 Voyage of the Damned, scritto da Gordon Thomas e Max Morgan-Witts, che due anni dopo è stato la base per il film omonimo in cui Schröder fu interpretato dall'attore franco-svedese Max von Sydow.[4] e il libro The German Girl di Armando Lucus Correa.
- Nel libro del 2017 Refugee, Schröder è incluso nella storia di un ragazzo immaginario (Josef Landau) a bordo della St. Louis.
- Nel 2021 la graphic novel St. Louis il coraggio di un capitano di Sara Dellabella e Alessio Lo Manto (edizione Round Robin) racconta la vicenda di questo viaggio. Nel 2021, il fumetto è uscito negli Stati Uniti per Red Car Press, mentre nel 2023 è uscito in una nuova versione a colori con la testimonianza di Sol Messinger, uno degli ultimi testimoni del viaggio della St. Louis.